# Euroliga Femenina de Hockey Hierba
La Euroliga Femenina de Hockey Hierba es la máxima competición de hockey sobre hierba a nivel de clubes en Europa, en categoría femenina. Su denominación oficial es, en idioma inglés, EuroHockey Club Champions Cup, anteriormente European Club Championship, y a partir de 2020 será Women's Euro Hockey League.
Se disputa anualmente, bajo la organización de la Federación Europea de Hockey.
La competición empezó a disputarse como Copa de Europa en 1974, al igual que el torneo homónimo masculino. Tomaban parte ocho equipos campeones de sus respectivas ligas la temporada anterior. En 2010 tuvo lugar el cambio de formato y denominación de la competición, que se amplió a doce participantes.

## Palmarés
| Año  | Sede        | Campeón             | Res.           | Subcampeón              |
| ---- | ----------- | ------------------- | -------------- | ----------------------- |
| 1974 | Hamburgo    | Harvestehuder THC   | ?–?            | Royal Uccle             |
| 1975 | Bruselas    | Amsterdamsche H&BC  | ?–?            | Eintracht Braunschweig  |
| 1976 | Ámsterdam   | Amsterdamsche H&BC  | ?–?            | Eintracht Braunschweig  |
| 1977 | Viena       | Amsterdamsche H&BC  | ?–?            | Eintracht Braunschweig  |
| 1978 | Barcelona   | Amsterdamsche H&BC  | 1–0            | Grossflottbeker         |
| 1979 | La Haya     | Amsterdamsche H&BC  | 3–1            | Royal Uccle             |
| 1980 | Barcelona   | Amsterdamsche H&BC  | ?–?            | Glasgow Western HC      |
| 1981 | Bruselas    | Amsterdamsche H&BC  | 2–1            | Glasgow Western HC      |
| 1982 | Alba        | Amsterdamsche H&BC  | 1–0            | Hanauer 1.THC           |
| 1983 | La Haya     | HGC Wassenaar       | 2–0            | RTHC Bayer Leverkusen   |
| 1984 | Wassenaar   | HGC Wassenaar       | ?–?            | Kolos Borispol          |
| 1985 | Frankenthal | HGC Wassenaar       | ?–?            | SKIF Moscow             |
| 1986 | Utrecht     | HGC Wassenaar       | 3–1            | Kolos Borispol          |
| 1987 | La Haya     | HGC Wassenaar       | 1–0            | KHTC Blau-Weiss Köln    |
| 1988 | Bloemendaal | Amsterdamsche H&BC  | ?–?            | Kolos Borispol          |
| 1989 | Wassenaar   | Amsterdamsche H&BC  | ?–?            | Glasgow Western HC      |
| 1990 | Fráncfort   | Amsterdamsche H&BC  | ?–?            | Glasgow Western HC      |
| 1991 | Wassenaar   | HGC Wassenaar       | ?–?            | Glasgow Western HC      |
| 1992 | Ámsterdam   | Amsterdamsche H&BC  | ?–?            | Glasgow Western HC      |
| 1993 | Bruselas    | Rüsselsheimer RK    | ?–?            | Amsterdamsche           |
| 1994 | Bloemendaal | HGC Wassenaar       | ?–?            | Rüsselsheimer RK        |
| 1995 | Utrecht     | SV Kampong          | ?–?            | Berliner HC             |
| 1996 | Rüsselsheim | SV Kampong          | ?–?            | Slough HC               |
| 1997 | Ámsterdam   | Berliner HC         | 2–1            | HGC Wassenaar           |
| 1998 | Slough      | Rüsselsheimer RK    | 3–2            | Slough HC               |
| 1999 | Bolduque    | Rot-Weiss Köln      | 2–2 (3–1 p.)   | HC 's-Hertogenbosch     |
| 2000 | Glasgow     | HC 's-Hertogenbosch | 7–0            | Berliner HC             |
| 2001 | Bolduque    | HC 's-Hertogenbosch | 6–0            | HC Moskva Pravda        |
| 2002 | Tarrasa     | HC 's-Hertogenbosch | 5–0            | Kolos Borispol          |
| 2003 | Bolduque    | HC 's-Hertogenbosch | 7–2            | Olton & West Warwick HC |
| 2004 | Barcelona   | HC 's-Hertogenbosch | 8–2            | Kolos Borispol          |
| 2005 | Bolduque    | HC 's-Hertogenbosch | 8–1            | Atasport HC             |
| 2006 | Berlín      | HC 's-Hertogenbosch | 4–0            | Canterbury HC           |
| 2007 | Bakú        | HC 's-Hertogenbosch | 2–1            | Leicester HC            |
| 2008 | Colonia     | HC 's-Hertogenbosch | 7–0            | Club de Campo           |
| 2009 | Bolduque    | HC 's-Hertogenbosch | 9–1            | Berliner HC             |
| 2010 | Ámsterdam   | HC 's-Hertogenbosch | 3–0            | Uhlenhorster HC         |
| 2011 | La Haya     | HC 's-Hertogenbosch | 4–1            | Leicester HC            |
| 2012 | Ámsterdam   | Larensche           | 1–0            | HC 's-Hertogenbosch     |
| 2013 | Bloemendaal | HC 's-Hertogenbosch | 4–2            | Larensche MHC           |
| 2014 | Bolduque    | Amsterdamsche H&BC  | 2–2 (3–0) (p.) | HC 's-Hertogenbosch     |
| 2015 | Bilthoven   | SCHC                | 2–2 (3–2) (p.) | HC 's-Hertogenbosch     |
| 2016 | Bilthoven   | HC 's-Hertogenbosch | 1–1 (3–2) (p.) | SCHC                    |
| 2017 | Bolduque    | HC 's-Hertogenbosch | 2–1            | Uhlenhorster HC         |
| 2018 | Londres     | HC 's-Hertogenbosch | 2–1            | Uhlenhorster HC         |
| 2019 | Amstelveen  | Amsterdamsche       | 7–0            | Real Sociedad           |
| 2021 | Amstelveen  | HC 's-Hertogenbosch | 5–0            | Club de Campo           |
| 2022 | Ámsterdam   | Amsterdamsche       | 2–2 (3-2 p.)   | HC 's-Hertogenbosch     |
| 2023 | Ámsterdam   | HC 's-Hertogenbosch | 1–0            | Club de Campo           |
| 2024 | Ámsterdam   | Amsterdamsche       | 2–1            | Mannheimer HC           |
| 2025 | Bolduque    | HC 's-Hertogenbosch | 5–1            | Braxgata HC             |